# Sonate per clarinetto
Le Sonate per clarinetto Op. 120, n. 1 e 2, sono una coppia di opere scritte per clarinetto e pianoforte dal compositore romantico Johannes Brahms. Furono composte nel 1894 e sono dedicate al clarinettista Richard Mühlfeld. Le sonate derivano da un periodo tardo della vita di Brahms in cui aveva "scoperto" la bellezza del suono e il colore tonale del clarinetto. La forma della sonata per clarinetto era in gran parte sottosviluppata fino a dopo il completamento di queste sonate, dopo di che la combinazione di clarinetto e pianoforte fu più facilmente utilizzata nelle nuove opere dei compositori. Questi furono gli ultimi brani da camera che Brahms scrisse prima della sua morte e sono considerati due dei grandi capolavori del repertorio per clarinetto. Brahms ha anche prodotto una trascrizione frequentemente eseguita di queste opere per viola con alterazioni per adattarsi meglio allo strumento.

## Storia
Nel 1890 Brahms promise di ritirarsi dalla composizione, ma la sua promessa fu di breve durata. Nel gennaio 1891 fece un viaggio a Meiningen per un festival d'arte e rimase affascinato dalle esecuzioni del Concerto per clarinetto n. 1 di Carl Maria von Weber e il Quintetto per clarinetto di Mozart. Il clarinettista solista era Richard Mühlfeld e Brahms iniziò un'affettuosa amicizia con l'uomo che ammirava così tanto. Il bel tono di "Fräulein Klarinette" (come Brahms avrebbe soprannominato Mühlfeld) lo ispirò a ricominciare a comporre meno di un anno dopo il suo ritiro. I frutti della loro amicizia furono quattro notevoli aggiunte al repertorio per clarinetto ancora modesto di quel tempo, tra cui il trio in la minore per clarinetto, violoncello e pianoforte Op 114 (1891), il quintetto si minore per clarinetto e archi op. 115 (1891) e due sonate per clarinetto.
Nel luglio 1894 nel suo ritiro di Bad Ischl, Brahms completò le sonate. Scrisse a Mühlfeld il 26 agosto invitandolo a Bad Ischl, per eseguirle, affermando cripticamente che "sarebbe splendido se portassi il tuo clarinetto in si bemolle". Dato che quell'estate Muhlfeld aveva altri impegni, tardò a rispondere, ma a settembre andò a Vienna per incontrare Brahms e per familiarizzare con le due sonate.
Furono eseguite per la prima volta (da Brahms e Mühlfeld) privatamente per il Duca Giorgio e la sua famiglia nel settembre di quell'anno. Brahms e Mühlfeld le eseguirono poi per Clara Schumann nel novembre 1894, prima della loro anteprima pubblica il 7 gennaio 1895. L'esperienza di Brahms nello scrivere il suo Quintetto per clarinetto tre anni prima lo portò a comporre le sonate per clarinetto e pianoforte perché preferiva quel suono a quello del clarinetto con archi. Le chiavi delle sonate, fa minore e mi bemolle maggiore, corrispondono alle chiavi dei due concerti per clarinetto composti da Weber più di ottant'anni prima.

## Sonata n.1 in fa minore

### Struttura
La Sonata n.1 comprende i seguenti movimenti:

#### I.Allegro appassionato
Fa minore, in tempo di 3⁄4

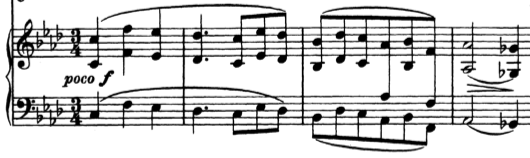
Introduzione del pianoforte al primo movimento.

Il primo movimento è in forma-sonata. Inizia con un'introduzione del pianoforte solista in tre ottave parallele, che delinea un motivo ricorrente in tutto il movimento. Il clarinetto entra quindi con il primo tema legato. Il pianoforte riprende il tema, con il clarinetto che gioca un ruolo più di abbellimento. Era normale nella musica per clarinetto, prima delle sonate, che il solista suonasse principalmente, se non sempre, la melodia. Brahms non ha ridotto la portata della parte per pianoforte per adattarsi al clarinetto, ma ha creato un rapporto più equo e armonioso tra solista e accompagnatore. La transizione tranquilla tra i due temi è in re bemolle maggiore e presenta ingressi sfalsati tra le mani del pianoforte. Il secondo tema introduce ritmi puntati ed è annotato marcato, in contrasto con il primo tema. Passa rapidamente attraverso molte aree chiave, prima di adagiarsi finalmente sul do minore.
Lo sviluppo inizia espandendosi sulle idee ascoltate nell'introduzione e nella transizione. Il pianoforte suona con gli ingressi sfalsati delle mani e si unisce al clarinetto nel richiamare la seconda battuta dell'introduzione. La musica fa un falso movimento verso il la bemolle magg., atterrando invece sul mi maggiore. Il materiale introduttivo riprende e scende al {\displaystyle {\mathcal {pp}}}. Un subito forte rievoca il secondo tema combinato con ingressi sfalsati delle mani del pianoforte che dal clarinetto. Il secondo tema viene finalmente presentato e conduce alla ricapitolazione.
L'introduzione è ribadita forte in chiave di do diesis minore. Brahms riporta la chiave in fa minore e si sente di nuovo il primo tema, la transizione e il secondo tema. Dal punto di vista tonale, questa sezione non si allontana molto dal fa sebbene la musica attraversi sezioni maggiori e minori. Una dichiarazione finale del primo tema conduce alla coda, contrassegnata da Sostenuto ed espressivo. La coda è più lenta nel tempo e basata sul materiale dell'introduzione. Il movimento si conclude tranquillamente in fa maggiore.

#### II.Andante un poco adagio
La bemolle maggiore, in tempo di 2⁄4

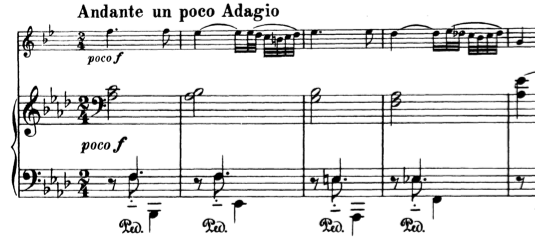
Il tema discendente del clarinetto all'apertura del secondo movimento.

Il secondo movimento è in forma ternaria. Il clarinetto introduce un semplice tema discendente decorato con gruppetti. La scrittura del pianoforte è scarna nella prima area tematica. Questa sezione in la viene ripetuta due volte, una che termina con una mezza cadenza e l'altra con una perfetta cadenza autentica sulla chiave originale di la bemolle maggiore.
La sezione in si è caratterizzata da un movimento ritmico e armonico più veloce. Il pianoforte suona note da un sedicesimo delineando le armonie mentre il clarinetto continua a suonare una melodia legata. L'armonia discende in un'imitazione della melodia della sezione in la attraverso le chiavi di re bemolle maggiore, do bemolle maggiore e la maggiore. Il clarinetto ha la possibilità di suonare le note in sedicesima che il pianoforte aveva prima della modulazione in mi maggiore.
La melodia in la ritorna nel pianoforte nella tonalità "sbagliata" di mi maggiore, si sposta in do maggiore e infine torna al la bemolle maggiore. La sezione in la viene quindi riformulata nella sua interezza con un accompagnamento di pianoforte più attivo. Un breve intermezzo di sedicesimi al pianoforte allude alla sezione in si e una ripetizione finale della melodia conclude il movimento.

#### III.Allegretto grazioso
la bemolle maggiore, in tempo di 3⁄4
Anche il terzo movimento è in forma ternaria. La sezione in la consiste in una melodia di otto battute suonata dal clarinetto e poi passata al pianoforte con il clarinetto che presta le linee di supporto. Una sezione ''forte'' ripetuta inverte la melodia e il secondo finale conduce alla sezione in si.
Il pianoforte assume una linea discendente sincopata tra le due mani mentre il clarinetto aggiunge una linea di supporto bassa confinata nello spazio di una Terza minore. Un'altra sezione ripetuta consente al clarinetto di suonare la melodia discendente. Dopo la ripetizione, la melodia della sezione in la ritorna e termina il movimento.

#### IV.Vivace
fa maggiore, alla breve

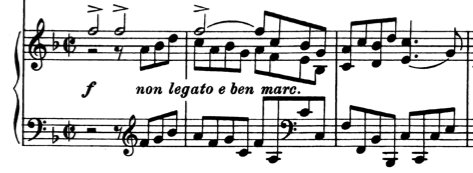
Introduzione all'ultimo movimento della sonata.

Il quarto movimento è in una forma rondò alterata che può essere descritta come la–si–la′–do–si′–la'. Il movimento inizia con tre fa accentati in un'introduzione del pianoforte che serve come una sorta di chiamata per identificare il primo tema. Il tema in la è contrassegnato come leggero nel clarinetto ed è composto principalmente da ottavi in movimento graduale. Il tema in si contrastante è composto da terzine di note da un quarto ed è più legato e piacevole. Dopo un roboante ritorno al la, il tranquillo tema in do viene suonato al piano e poi passato al clarinetto. Il clarinetto suona quindi il "richiamo" dell'introduzione mentre il pianoforte riprende il tema in si. Infine, la sezione finale in la' termina con una coda e la sonata è terminata in fa maggiore.

### Arrangiamenti e trascrizioni
- Luciano Berio è noto per aver orchestrato e rielaborato l'intera sonata per orchestra nel 1986. La composizione risultante è stata intitolata Op. 120, n. 1, come chiaro riferimento al numero di catalogo dell'opera originale.[7]

## Sonata n.2 in mi bemolle maggiore
La Sonata n. 2 è in tre movimenti.
- Allegro amabile, in mi bemolle maggiore, in 4⁄4
- Allegro appassionato, in mi bemolle minore, in 3⁄4
- Andante con moto — Allegro, in mi bemolle maggiore, in 6⁄8